# Adolf Glöckner
Adolf Glöckner (* 16. Juli 1850 in Neustadt an der Tafelfichte (Nové Město pod Smrkem) in Böhmen; † 14. März 1936 ebenda) war ein böhmisch-österreichischer Politiker des deutschnationalen Spektrums (zunächst Deutsche Fortschrittspartei, ab 1910 Deutschradikale Partei).

## Ausbildung und Beruf
Nach dem Besuch der Volksschule und einer Fortbildungsschule in Basel wurde er Stahlwarenerzeuger.

## Politische Funktionen
- 1883: Mitglied des Stadtrates von Neustadt an der Tafelfichte
- 1895: Abgeordneter zum Böhmischen Landtag
- 1897: Bürgermeister von Neustadt an der Tafelfichte
- 1897–1907: Abgeordneter des Abgeordnetenhauses im Reichsrat (IX. und X. Legislaturperiode)
- 1909: Mitglied des Reichsgewerbebeirates in Wien und Präsident des deutsch-böhmischen Gewerbebundes in Prag
- 24. November 1910–1918: Abgeordneter des Abgeordnetenhauses im Reichsrat (XI. und XII. Legislaturperiode), Wahlbezirk Böhmen 104 (XI. Periode) bzw. Wahlbezirk Böhmen 77 (XII. Periode), Deutscher Nationalverband (deutschradikale Gruppe)

## Politische Mandate
- 21. Oktober 1918 bis 16. Februar 1919: Mitglied der Provisorischen Nationalversammlung, DnP

## Sonstiges
Adolf Glöckner wurde als Ersatz für den am 19. Mai 1910 verstorbenen Josef Barth am 26. September 1910 in einer Reichsratsersatzstichwahl gewählt und am 24. November 1910 angelobt. Er wurde somit wieder Abgeordneter zum Österreichischen Abgeordnetenhaus.